# Géronce
Géronce (en béarnais Geronce ou Geroùncẹ, en basque Jeruntze) est une commune française située dans le département des Pyrénées-Atlantiques, en région Nouvelle-Aquitaine.

## Géographie

### Localisation
La commune de Géronce se trouve dans le département des Pyrénées-Atlantiques, en région Nouvelle-Aquitaine.
Elle se situe à 42 km par la route de Pau, préfecture du département, et à 9,4 km d'Oloron-Sainte-Marie, sous-préfecture.
Les communes les plus proches sont : 
Saint-Goin (1,2 km), Orin (1,7 km), Geüs-d'Oloron (1,7 km), Aren (2,4 km), Poey-d'Oloron (2,4 km), Préchacq-Josbaig (3,3 km), Saucède (3,3 km), Verdets (4,0 km).
Sur le plan historique et culturel, Géronce fait partie de la province du Béarn, qui fut également un État et qui présente une unité historique et culturelle à laquelle s’oppose une diversité frappante de paysages au relief tourmenté.

### Communes limitrophe
Les communes limitrophes sont  Aren, Barcus, Esquiule, Moumour, Orin, Poey-d'Oloron et Saint-Goin.
| Saint-Goin | Aren     | Poey-d'Oloron                |
| Barcus     | Géronce  | Orin                         |
|            | Esquiule | Moumour (par un quadripoint) |

### Hydrographie

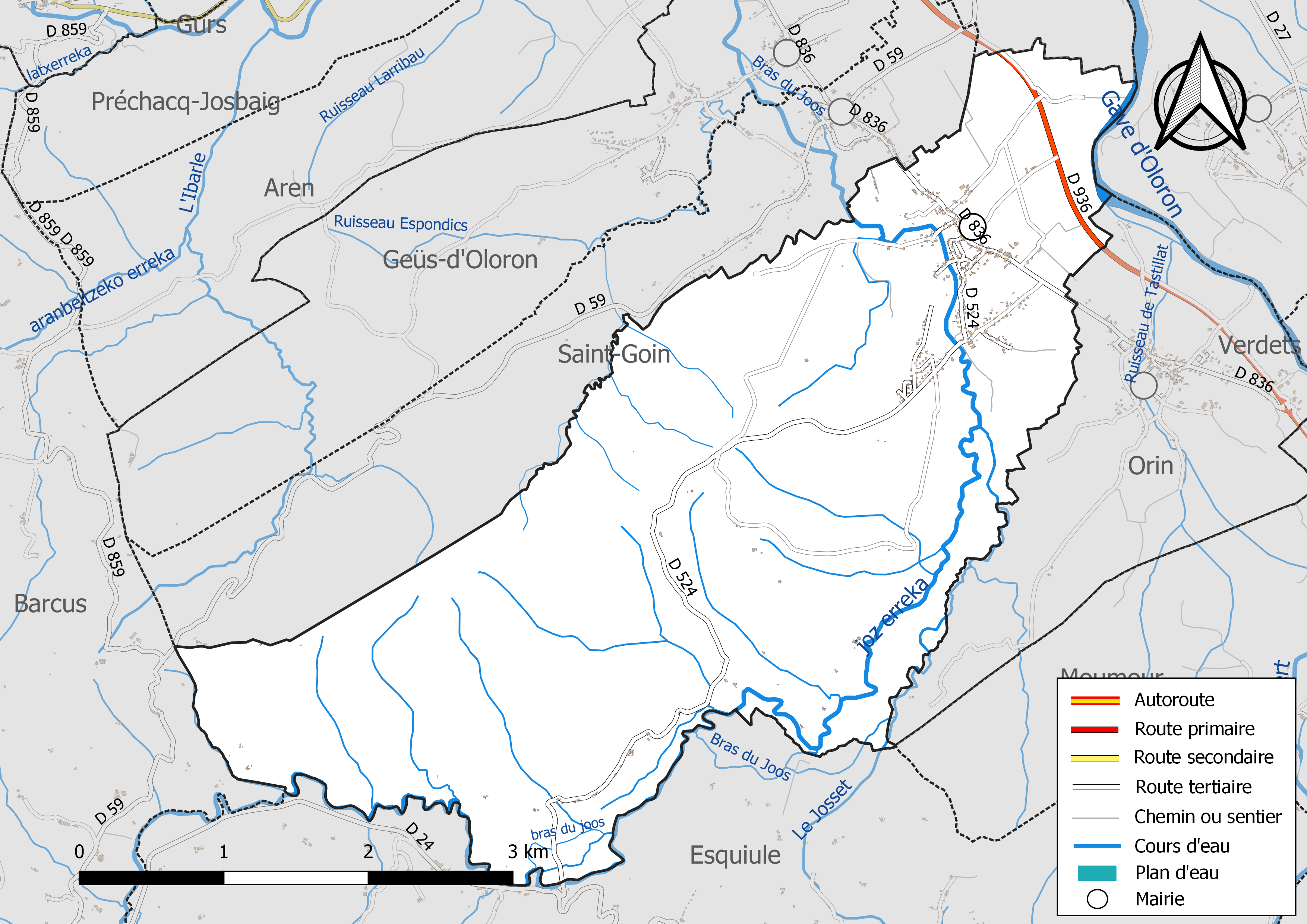
Réseaux hydrographique et routier de Géronce.

La commune est drainée par le gave d'Oloron, le Joos, le Josset, un bras du gave d'Oloron, un bras du Joos, un bras du Ruisseau le Joos, et par divers petits cours d'eau, constituant un réseau hydrographique de 30 km de longueur totale,.
Le gave d'Oloron, d'une longueur totale de 148,8 km, prend sa source dans la commune de Laruns et s'écoule vers le nord-ouest. Il traverse la commune et se jette dans le gave de Pau à Sorde-l'Abbaye, après avoir traversé 64 communes.
Le Joos, d'une longueur totale de 35,6 km, prend sa source dans la commune de Montory et s'écoule du sud vers le nord. Il traverse la commune et se jette dans le gave d'Oloron à Préchacq-Josbaig, après avoir traversé 11 communes.

### Climat
Pour des articles plus généraux, voir Climat de la Nouvelle-Aquitaine et Climat des Pyrénées-Atlantiques.
Historiquement, la commune est exposée à un climat de montagne.  
En 2020, Météo-France publie une typologie des climats de la France métropolitaine dans laquelle la commune est toujours exposée à un climat de montagne et est dans la région climatique Pyrénées atlantiques, caractérisée par une pluviométrie élevée (>1 200 mm/an) en toutes saisons, des hivers très doux (7,5 °C en plaine) et des vents faibles.
Pour la période 1971-2000, la température annuelle moyenne est de 13,3 °C, avec une amplitude thermique annuelle de 13,7 °C. Le cumul annuel moyen de précipitations est de 1 237 mm, avec 11,6 jours de précipitations en janvier et 8,6 jours en juillet. Pour la période 1991-2020, la température moyenne annuelle observée sur la station météorologique la plus proche, située sur la commune d'Oloron-Sainte-Marie à 8 km à vol d'oiseau, est de 13,1 °C et le cumul annuel moyen de précipitations est de 1 491,4 mm,. Pour l'avenir, les paramètres climatiques de la commune estimés pour 2050 selon différents scénarios d’émission de gaz à effet de serre sont consultables sur un site dédié publié par Météo-France en novembre 2022.

### Milieux naturels et biodiversité

#### Réseau Natura 2000
Le réseau Natura 2000 est un réseau écologique européen de sites naturels d'intérêt écologique élaboré à partir des Directives « Habitats » et « Oiseaux », constitué de zones spéciales de conservation (ZSC) et de zones de protection spéciale (ZPS).
Un site Natura 2000 a été défini sur la commune au titre de la « directive Habitats » : « le gave d'Oloron (cours d'eau) et marais de Labastide-Villefranche », d'une superficie de 2 547 ha, une rivière à saumon et écrevisse à pattes blanches,.

#### Zones naturelles d'intérêt écologique, faunistique et floristique
L’inventaire des zones naturelles d'intérêt écologique, faunistique et floristique (ZNIEFF) a pour objectif de réaliser une couverture des zones les plus intéressantes sur le plan écologique, essentiellement dans la perspective d’améliorer la connaissance du patrimoine naturel national et de fournir aux différents décideurs un outil d’aide à la prise en compte de l’environnement dans l’aménagement du territoire.
Deux ZNIEFF de type 2 sont recensées sur la commune, : 
- le « bassin versant du Lausset et du Joos : bois, landes et zones tourbeuses » (19 519,13 ha), couvrant 23 communes du département[21] ;
- le « réseau hydrographique du gave d'Oloron et de ses affluents » (6 885,32 ha), couvrant 114 communes dont 2 dans les Landes et 112 dans les Pyrénées-Atlantiques[22].

## Urbanisme

### Typologie
Au 1er janvier 2024, Géronce est catégorisée commune rurale à habitat dispersé, selon la nouvelle grille communale de densité à sept niveaux définie par l'Insee en 2022.
Elle est située hors unité urbaine. Par ailleurs la commune fait partie de l'aire d'attraction d'Oloron-Sainte-Marie, dont elle est une commune de la couronne,. Cette aire, qui regroupe 44 communes, est catégorisée dans les aires de moins de 50 000 habitants,.

### Occupation des sols

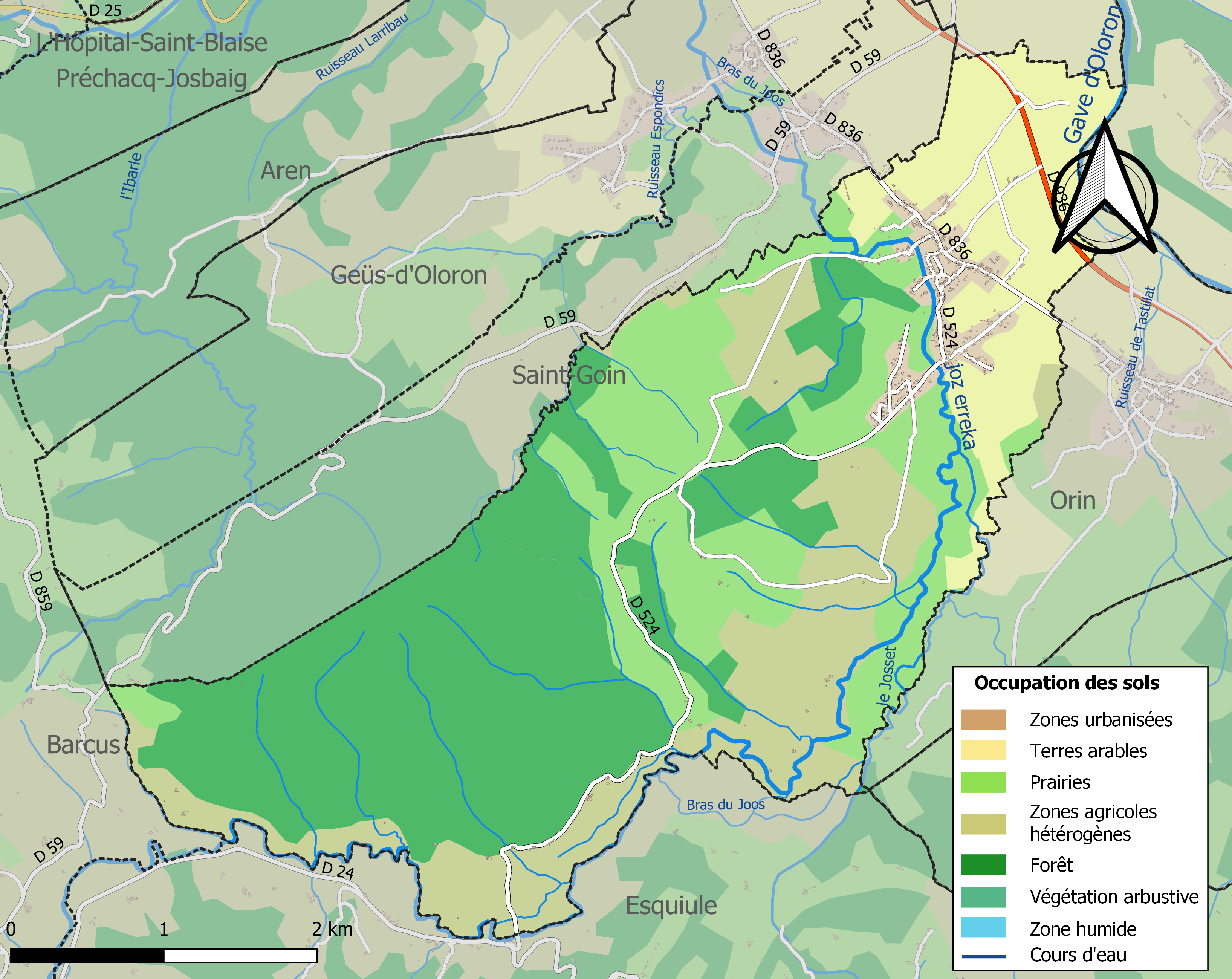
Carte des infrastructures et de l'occupation des sols de la commune en 2018 (CLC).

L'occupation des sols de la commune, telle qu'elle ressort de la base de données européenne d’occupation biophysique des sols Corine Land Cover (CLC), est marquée par l'importance des territoires agricoles (58,6 % en 2018), en diminution par rapport à 1990 (60,3 %). La répartition détaillée en 2018 est la suivante : 
forêts (38 %), prairies (24 %), zones agricoles hétérogènes (20,7 %), terres arables (14 %), zones urbanisées (3,4 %). L'évolution de l’occupation des sols de la commune et de ses infrastructures peut être observée sur les différentes représentations cartographiques du territoire : la carte de Cassini (XVIIIe siècle), la carte d'état-major (1820-1866) et les cartes ou photos aériennes de l'IGN pour la période actuelle (1950 à aujourd'hui).

### Lieux-dits et hameaux
- Dous : ancien village qui possédait une église (Saint-Pierre de Dous) entourée de son cimetière, aujourd'hui disparus. Les seuls vestiges de cette époque sont un tableau en bon état de conservation, mis en évidence dans l'église actuelle et une maison du XVIe siècle transformée en gîte rural. Cette maison fut un temps un presbytère.

Ce quartier possède un beau pont de pierre qui enjambe le Joos avec, en contrebas aval, un passage à gué utilisé surtout par les engins agricoles volumineux ;
- le Lacé : nom donné à ce quartier de par sa route étroite et sinueuse. Ce quartier éloigné est habité en majorité par des familles d'origine basque.

Pour y accéder depuis le village, il faut emprunter le CD 524 via les villages souletains d'Esquiule et de Barcus ;
- le Prat ('le pré') : il s'agit d'une place bordée par le Joos, laissée en herbe et entourée de chênes séculaires. Pour s'y rendre, il faut traverser le pont situé au pied de l'église ;
- Urein : ce quartier commença à voir ses premières maisons neuves à la fin des années 1970. Le petit chemin, dit du Campagnot (CD 524), est devenu très vite une véritable rue desservant bon nombre de nouvelles habitations ;
- le Vialé : il s'agit d'une petite place verdoyante située juste après le pont de pierre ; deux cents mètres après, se trouvent le nouveau cimetière, le local technique et la station d'épuration ;
- le Castéra : colline surplombant le village et la plaine agricole de Josbaig (altitude : 226 m). Deux lotissements communaux : le Castéra (le plus ancien) et le Bourda y sont implantés. Une extension de cinq nouveaux lots est actuellement achevée sur le lotissement Castéra ;
- les Barrats ('barrières' ou 'fermetures') : enceintes qui entouraient et défendaient le cœur du village. La rue Saint-Laurent et la rue des Barrats en délimitent toujours leur périmètre. À proximité, une maison forte du XVIe siècle (privée) fut probablement la résidence des seigneurs du lieu. Un important moulin, limitrophe et en partie ruiné, bâti sur une dérivation du Joos, peut occuper l'emplacement du moulin banal.

### Voies de communication et transports
La route départementale 936 reliant Oloron-Sainte-Marie et Bayonne passe à l'extérieur  du village. La route départementale 836 passe au milieu de Géronce et relie la  D 936 au niveau des giratoires d'Orin et de Geüs-d'Oloron. Le CD 524, traversant les quartiers d'Urein, de Dous, du Castéra et du Lacé, relie la D 836 à la D 24 via Esquiule et Barcus.

### Risques majeurs
Le territoire de la commune de Géronce est vulnérable à différents aléas naturels : météorologiques (tempête, orage, neige, grand froid, canicule ou sécheresse), inondations et séisme (sismicité moyenne). Un site publié par le BRGM permet d'évaluer simplement et rapidement les risques d'un bien localisé soit par son adresse soit par le numéro de sa parcelle.
Certaines parties du territoire communal sont susceptibles d’être affectées par le risque d’inondation par une crue torrentielle ou à montée rapide de cours d'eau, notamment le gave d'Oloron et le Joz erreka. La commune a été reconnue en état de catastrophe naturelle au titre des dommages causés par les inondations et coulées de boue survenues en 1982 et 2009,.

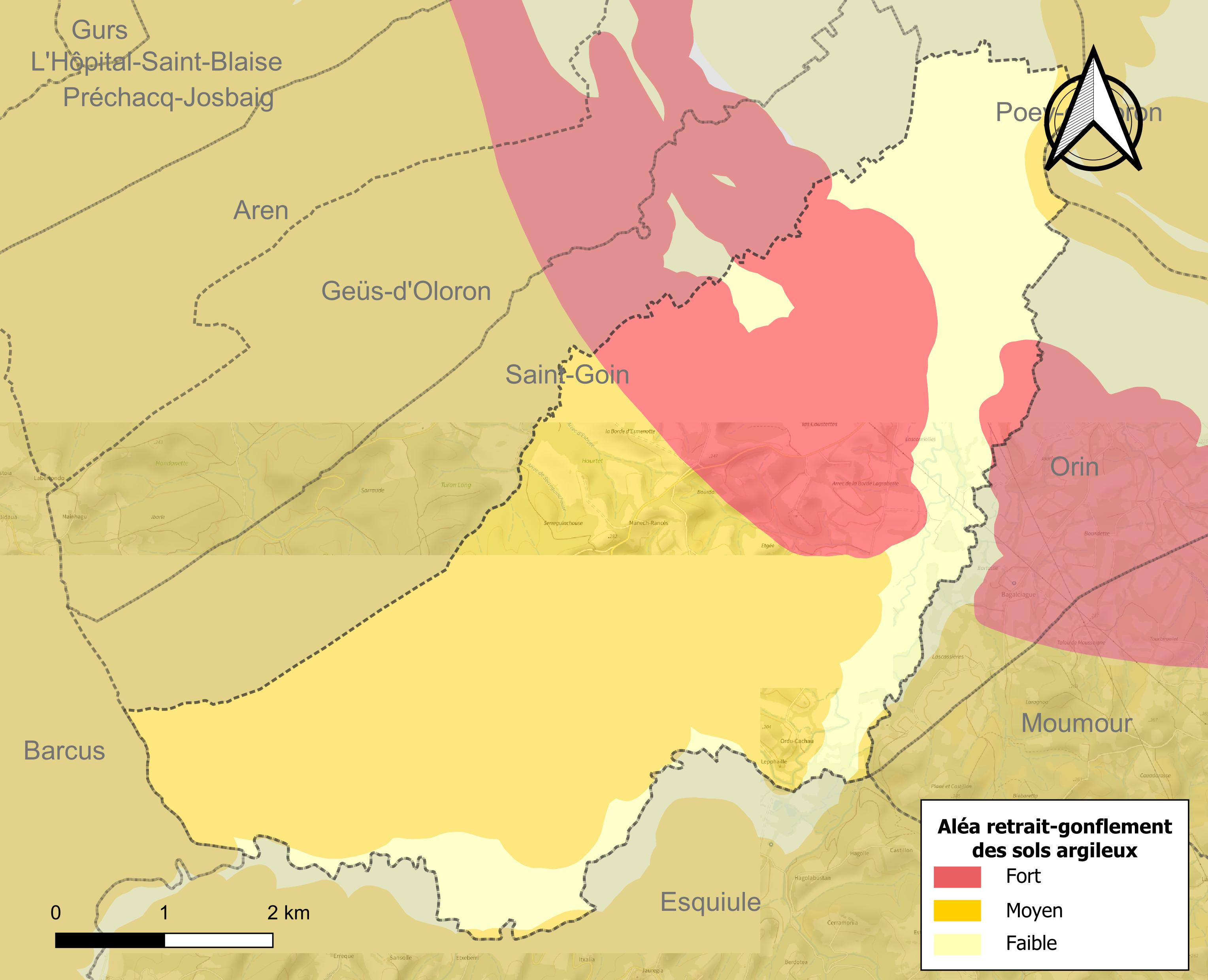
Carte des zones d'aléa retrait-gonflement des sols argileux de Géronce.

Le retrait-gonflement des sols argileux est susceptible d'engendrer des dommages importants aux bâtiments en cas d’alternance de périodes de sécheresse et de pluie. 76,5 % de la superficie communale est en aléa moyen ou fort (59 % au niveau départemental et 48,5 % au niveau national). Depuis le 1er octobre 2020, en application de la loi ELAN, différentes contraintes s'imposent aux vendeurs, maîtres d'ouvrages ou constructeurs de biens situés dans une zone classée en aléa moyen ou fort,.

## Toponymie
Le toponyme Géronce apparaît sous les formes Jeroncen (XIe siècle, cartulaire de l'abbaye de Lucq), Gironce (1343, hommages de Béarn), Sant Laurens de Geronse (1396, notaires de Lucq), Guironce (1402, censier de Béarn) et Gironsse (1443, notaires d'Oloron).
Son nom béarnais est Geronce ou Geroùncẹ, en basque son nom est Jeruntze.
Anglade, ancienne ferme et fief vassal de la vicomté de Béarn, et qui dépendait du bailliage d'Oloron, est mentionné en 1385 (censier de Béarn).
Nous pouvons voir l'origine du nom de GERONCE avec le nom d'un martyr du Ier siècle à lectoure (gers) dont les restes ont été rapatriés par charlemagne au moment de la bataille de roncevaux. les Chasses de sept saints dont st géronce sont actuellement exposées à l'église ste eulalie de bordeaux où une chapelle leur est attribuées. Dans cette église on trouve un tableau de charlemagne qui amène ces chasses. st géronce est le saint aussi de l'église de BOURG SUR GIRONDE.(références dans église ste eulalie bordeaux et à bourg sur gironde. ce sont les seuls endroits où est évoqué ce saint.)

## Histoire
Paul Raymond note que la commune comptait une abbaye laïque, vassale de la vicomté de Béarn.
En 1385, Géronce comptait 42 feux et dépendait du bailliage d'Oloron.
D'après Francisque Michel, auteur du début du XIXe siècle, Géronce était le lieu de rassemblement des cagots de toute la vallée de Josbaig dans son lieu-dit le Prat.

## Politique et administration
| Période                                  | Période  | Identité                          | Étiquette | Qualité |
| ---------------------------------------- | -------- | --------------------------------- | --------- | ------- |
| 1793                                     | 1794     | Jean Andreu                       |           |         |
| 1794                                     | 1795     | Jean- Pierre Supervielle          |           |         |
| 1795                                     | 1800     | Jean Péloat                       |           |         |
| 1800                                     | 1816     | François Poeynouguez              |           |         |
| 1816                                     | 1821     | Barthélémy Bellaucq dit Sartoulet |           |         |
| 1821                                     | 1826     | François Poeynouguez              |           |         |
| 1826                                     | 1827     | Blaise Tristan                    |           |         |
| 1827                                     | 1832     | Pierre Baleix                     |           |         |
| 1832                                     | 1837     | Jean Lamazou                      |           |         |
| 1837                                     | 1840     | Pierre Bellaucq                   |           |         |
| 1840                                     | 1843     | Bernard Sajus                     |           |         |
| 1843                                     | 1865     | Pierre Poey-Noguez                |           |         |
| 1865                                     | 1869     | Pierre Tristan                    |           |         |
| 1869                                     | 1871     | Jacques Peyri-Capéra              |           |         |
| 1871                                     | 1879     | Pierre Poey-Noguez                |           |         |
| 1879                                     | 1881     | Bellaucq                          |           |         |
| 1881                                     | 1888     | François Poey-Noguez              |           |         |
| 1888                                     | 1898     | Jacques Mouliot                   |           |         |
| 1898                                     | 1904     | Bernard Laboudette                |           |         |
| 1912                                     | 1919     | Sylvain Mouliot                   |           |         |
| 1920                                     | 1925     | Pierre Bellaucq                   |           |         |
| 1925                                     | 1941     | Edmond Chrestia-Blanchine         |           |         |
| 1941                                     | 1944     | Pierre Lalanne-Carcy              |           |         |
| 1944                                     | 1945     | Edmond Chrestia-Blanchine         |           |         |
| 1945                                     | 1953     | Louis Bordes                      |           |         |
| 1953                                     | 1989     | Albert Chrestia-Blanchine         |           |         |
| 1989                                     | 2014     | Marcel Cousté                     |           |         |
| 2014                                     | En cours | Michel Contou-Carrère             |           |         |
| Les données manquantes sont à compléter. |          |                                   |           |         |

### Intercommunalité
La commune fait partie de cinq structures intercommunales :
- la Communauté de communes du Haut Béarn ;
- le syndicat AEP du pays de Soule ;
- le syndicat AEP du Vert ;
- le syndicat d’énergie des Pyrénées-Atlantiques ;
- le syndicat mixte forestier des chênaies des vallées basques et béarnaises.

## Population et société

### Démographie
L'évolution du nombre d'habitants est connue à travers les recensements de la population effectués dans la commune depuis 1793. Pour les communes de moins de 10 000 habitants, une enquête de recensement portant sur toute la population est réalisée tous les cinq ans, les populations de référence des années intermédiaires étant quant à elles estimées par interpolation ou extrapolation. Pour la commune, le premier recensement exhaustif entrant dans le cadre du nouveau dispositif a été réalisé en 2004.

En 2022, la commune comptait 490 habitants, en évolution de +10,36 % par rapport à 2016 (Pyrénées-Atlantiques : +3,78 %, France hors Mayotte : +2,11 %).
| 1793 | 1800 | 1806 | 1821 | 1831 | 1836 | 1841 | 1846 | 1851 |
| ---- | ---- | ---- | ---- | ---- | ---- | ---- | ---- | ---- |
| 712  | 654  | 717  | 724  | 790  | 841  | 851  | 848  | 853  |

| 1856 | 1861 | 1866 | 1872 | 1876 | 1881 | 1886 | 1891 | 1896 |
| ---- | ---- | ---- | ---- | ---- | ---- | ---- | ---- | ---- |
| 801  | 802  | 716  | 661  | 715  | 703  | 678  | 637  | 661  |

| 1901 | 1906 | 1911 | 1921 | 1926 | 1931 | 1936 | 1946 | 1954 |
| ---- | ---- | ---- | ---- | ---- | ---- | ---- | ---- | ---- |
| 640  | 601  | 608  | 595  | 583  | 541  | 502  | 403  | 421  |

| 1962 | 1968 | 1975 | 1982 | 1990 | 1999 | 2004 | 2006 | 2009 |
| ---- | ---- | ---- | ---- | ---- | ---- | ---- | ---- | ---- |
| 424  | 367  | 325  | 347  | 369  | 376  | 408  | 425  | 427  |

| 2014 | 2019 | 2022 | - | - | - | - | - | - |
| ---- | ---- | ---- | - | - | - | - | - | - |
| 436  | 477  | 490  | - | - | - | - | - | - |

La commune fait partie de l'aire d'attraction d'Oloron-Sainte-Marie.

## Économie
L'activité est principalement agricole (élevage, pâturages, polyculture). La commune fait partie de la zone d'appellation de l'ossau-iraty.

## Culture locale et patrimoine

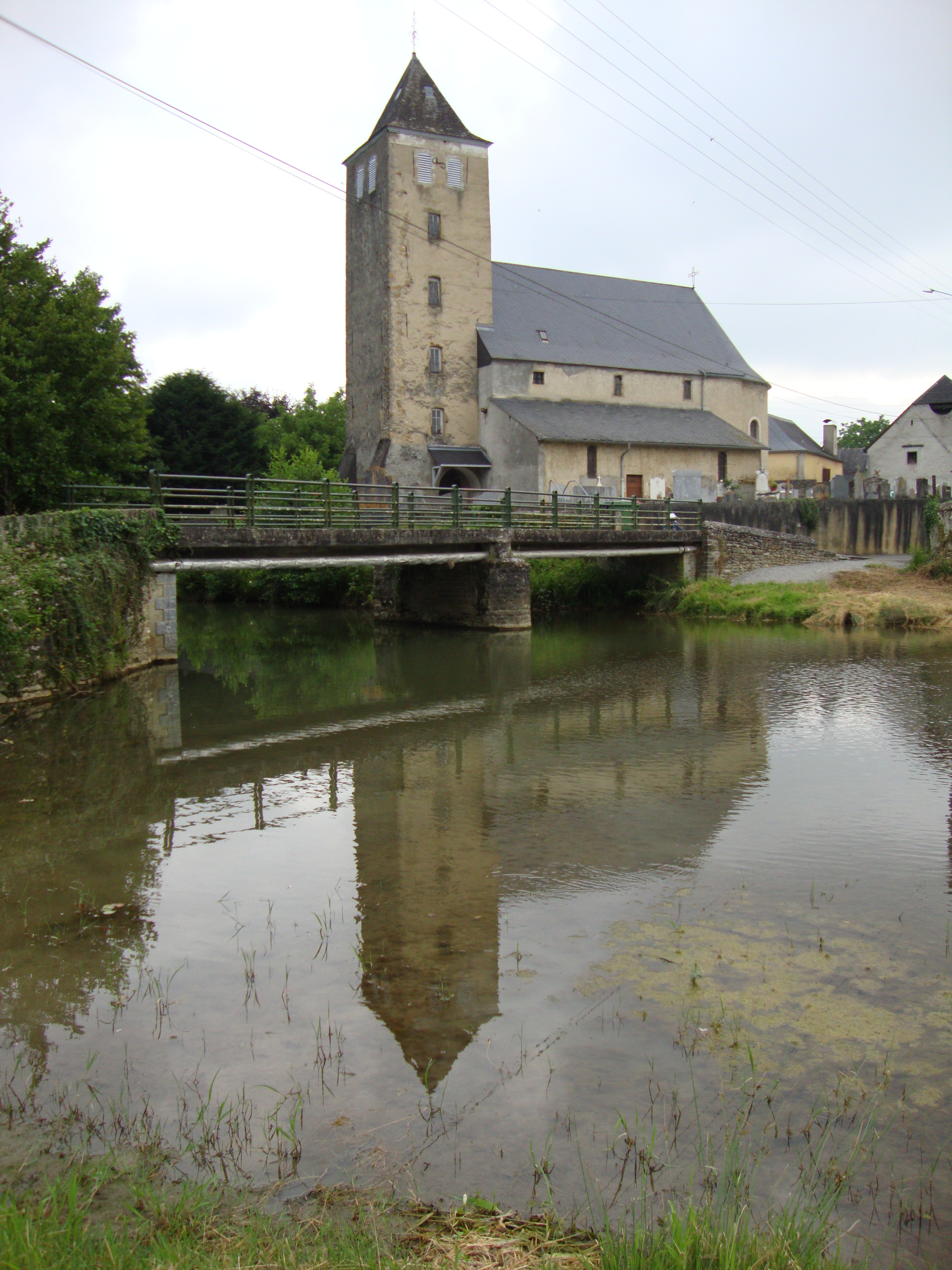
L'église Saint-Laurent et son reflet dans le Joos.

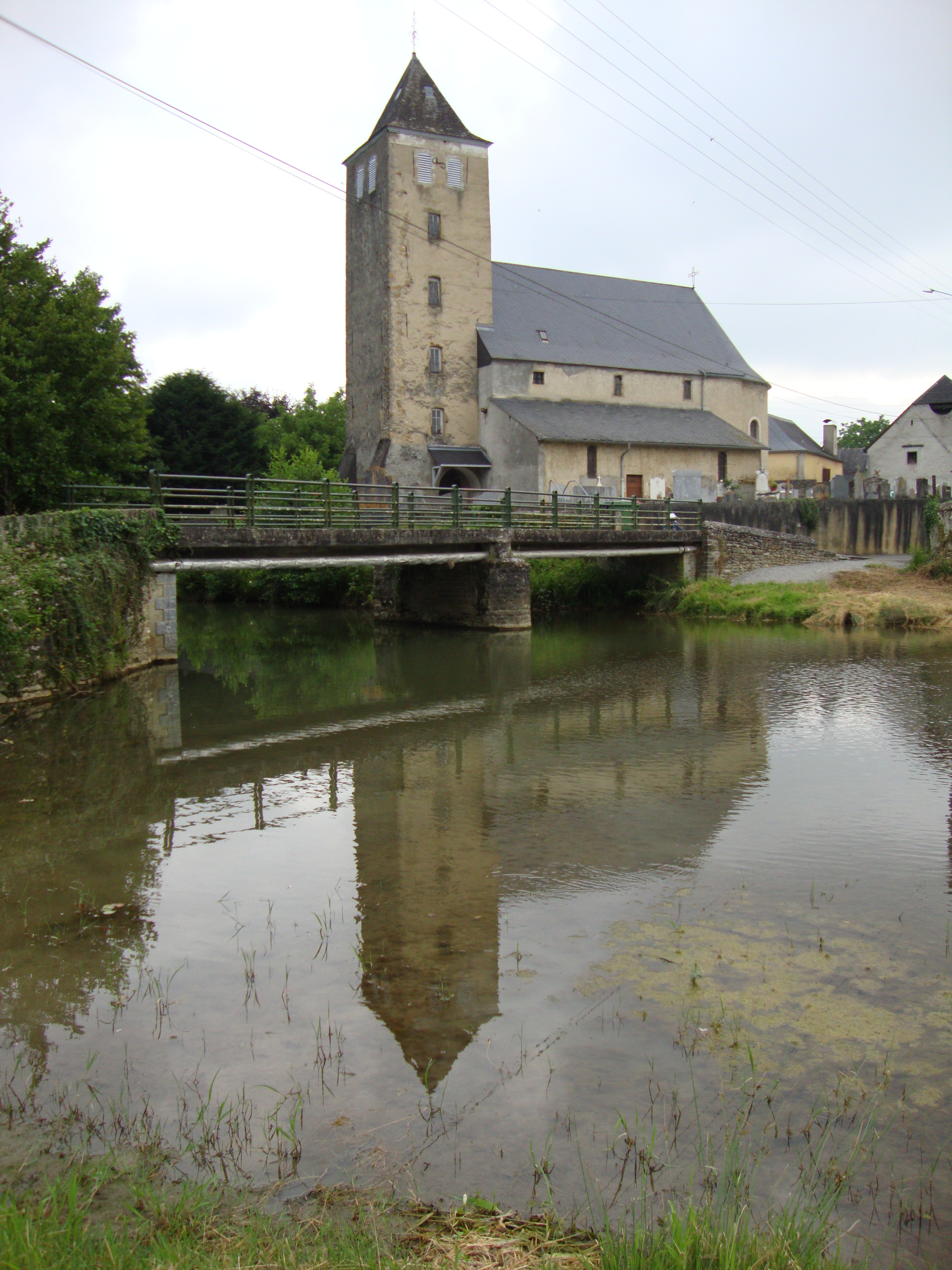
L'église Saint-Laurent et son reflet dans le Joos.
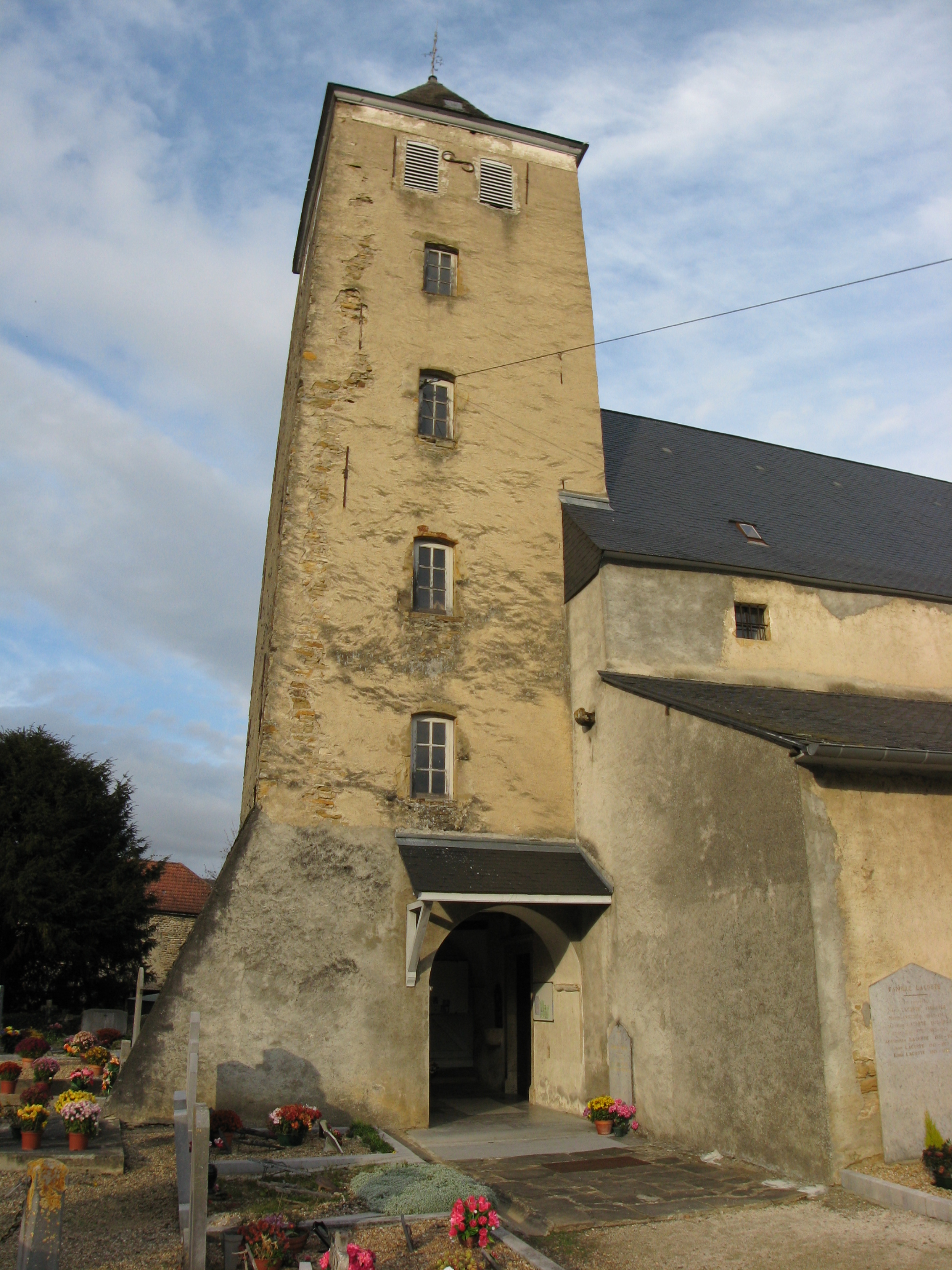
Le clocher de l'église.
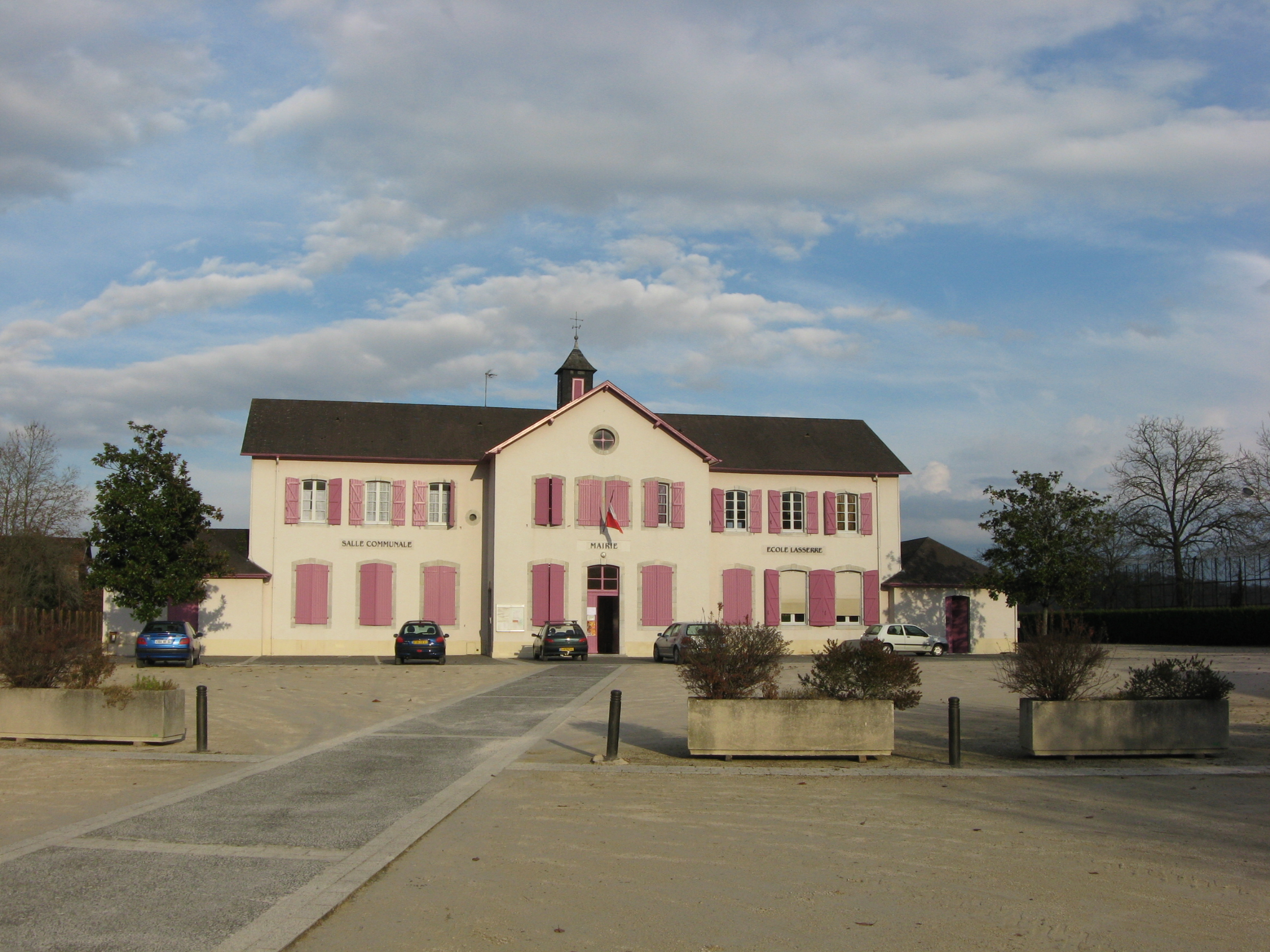
Mairie, salle communale et école Lasserre.
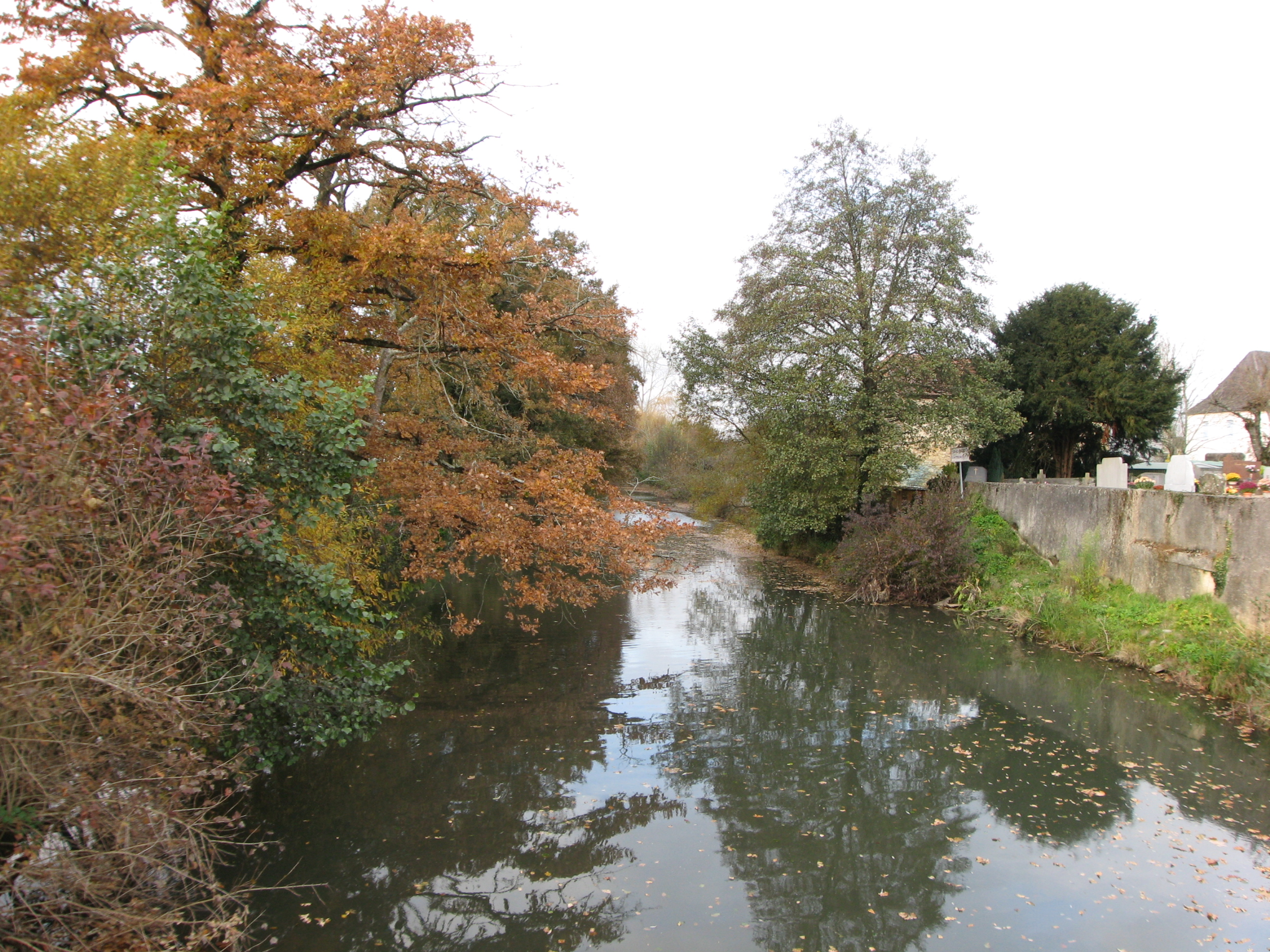
Le Joos à Géronce.

Son carnaval annuel, en février, étalé sur deux week-ends, attire une foule importante de milliers de masqués et dans son défilé de chars. Ce défilé traverse toute la vallée de Josbaig (Orin, Géronce, Saint-Goin, Geüs).

### Patrimoine civil
Le castéra de Géronce : ce site élevé, non loin de l'église, où vient s'adosser le Prat, est resté très longtemps l'endroit de processions religieuses et aurait été à l'origine un camp romain.

### Patrimoine religieux
L'église Saint-Laurent recèle des retables.

## Équipements
Le Joos est enjambé par trois ponts principaux : les ponts de Dous, du Prat et du Viallé.

### Enseignement
La commune dispose de deux salles d'école pour trois classes de CM1 et CM2.

## Personnalités liées à la commune
- Eugène Ruiz, né à Géronce le 13 juillet 1939 et décédé le 2 mai 2008, est un joueur de rugby à XV. Il fut champion de France en 1964 avec l'équipe 1 de la Section paloise où il évoluait au poste de pilier gauche. En 1965, il obtint une sélection en équipe de France B.